# Leaders Cup de basket-ball Pro B
La Leaders Cup de basket-ball Pro B est une compétition annuelle de basket-ball organisée par la Ligue Nationale de Basket (LNB) à partir de 2015.
La finale de la compétition se déroule jusqu'en 2020 à la Disney Events Arena en lever de rideau de la finale de la Leaders Cup de Jeep Elite. Le vainqueur se voit garantir une place en playoffs d'accession à la Jeep Elite quel que soit son classement à l'issue de la saison régulière (hormis les clubs relégables).

## Format de la compétition
En marge de la saison régulière, les 18 équipes de Pro B sont réparties en 6 groupes de 3 équipes de manière géographique. Chaque équipe rencontre les deux autres équipes de sa poule géographique en match aller-retour. Le premier de chaque groupe ainsi que les deux meilleurs deuxièmes se qualifient pour le tournoi final. Ce tournoi prend la forme de playoffs en match aller-retour. Les quarts de finale sont déterminés à la suite d'un tirage au sort. La finale se joue en une manche à la Disney Events Arena jusqu'en 2020 dans le cadre du weekend de la Disneyland Paris Leaders Cup.
À partir de la saison 2015-2016, les matchs de poules se jouent avant le début de la saison régulière.
Pour la saison 2024-2025, la LNB décide de modifier la formule de la compétition. Les phases de poules sont supprimées. A l'issue de la phase aller de la saison régulière, les équipes classées de la première à la quatrième place s'affrontent sous la forme de demi-finales aller-retour. Les deux clubs vainqueurs s'affronteront ensuite sur terrain neutre. Le vainqueur ne dispose plus d'une place assurée en playoffs.

## Palmarès
| Édition | Vainqueur             | Finaliste                | Score         | Lieu                                                                               | Notes                                                                     |
| ------- | --------------------- | ------------------------ | ------------- | ---------------------------------------------------------------------------------- | ------------------------------------------------------------------------- |
| 2015    | Sharks d'Antibes      | BC Souffelweyersheim     | 56 – 54       | Disney Events Arena, Chessy                                                        |                                                                           |
| 2016    | JL Bourg-en-Bresse    | Boulazac BD              | 81 – 69       | Disney Events Arena, Chessy                                                        |                                                                           |
| 2017    | Chorale de Roanne     | SOM Boulogne-sur-Mer     | 88 – 80       | Disney Events Arena, Chessy                                                        |                                                                           |
| 2018    | AS Denain Voltaire    | Orléans LB               | 98 – 87 a2p   | Disney Events Arena, Chessy                                                        |                                                                           |
| 2019    | Chorale de Roanne (2) | Rouen MB                 | 66 – 60       | Disney Events Arena, Chessy                                                        |                                                                           |
| 2020    | Hermine de Nantes     | Sharks d'Antibes         | 73 - 58       | Disney Events Arena, Chessy                                                        |                                                                           |
| 2021    | Fos PB                | UJAP Quimper             | 68 - 57       | Halle des sports Parsemain, Fos-sur-Mer                                            | Match disputé à huis clos du fait de la pandémie de Covid-19              |
| 2022    | ALM Évreux            | SLUC Nancy               | 79*-79 90-78* | Centre omnisports - Salle Jean Fourré, Évreux Palais des sports Jean-Weille, Nancy | Finale en match aller-retour à la suite de l'annulation de la Leaders Cup |
| 2023    | Étoile Angers Basket  | Boulazac BD              | 88-72         | Arena Saint-Étienne Métropole, Saint-Chamond                                       |                                                                           |
| 2024    | JA Vichy              | Champagne Basket         | 97-90         | Arena Saint-Étienne Métropole, Saint-Chamond                                       |                                                                           |
| 2025    | Orléans Loiret Basket | Boulazac Basket Dordogne | 86-82         | Palais des sports de Caen-la-mer, Caen                                             |                                                                           |

| Rang | Club              | Victoires (éditions) | Finales perdues      |
| ---- | ----------------- | -------------------- | -------------------- |
| 1    | Roanne            | 2 (2017, 2019)       | 0                    |
| 2    | Antibes           | 1 (2015)             | 1 (2020)             |
| 2    | Orléans           | 1 (2025)             | 1 (2018)             |
| 4    | Bourg-en-Bresse   | 1 (2016)             | 0                    |
| 4    | Denain            | 1 (2018)             | 0                    |
| 4    | Nantes            | 1 (2020)             | 0                    |
| 4    | Fos-sur-Mer       | 1 (2021)             | 0                    |
| 4    | Évreux            | 1 (2022)             | 0                    |
| 4    | Angers            | 1 (2023)             | 0                    |
| 4    | Vichy             | 1 (2024)             | 0                    |
| 11   | Boulazac          | 0                    | 3 (2016, 2023, 2025) |
| 12   | Souffelweyersheim | 0                    | 1 (2015)             |
| 12   | Boulogne-sur-Mer  | 0                    | 1 (2017)             |
| 12   | Rouen             | 0                    | 1 (2019)             |
| 12   | Quimper           | 0                    | 1 (2021)             |
| 12   | Nancy             | 0                    | 1 (2022)             |
| 12   | Champagne Basket  | 0                    | 1 (2024)             |

## Détail des participations
| Équipe               | 2015              | 2016              | 2017              | 2018              | 2019              | 2020              | 2021              | 2022              | 2023              | 2024              | Total participations |
| -------------------- | ----------------- | ----------------- | ----------------- | ----------------- | ----------------- | ----------------- | ----------------- | ----------------- | ----------------- | ----------------- | -------------------- |
| Aix-Maurienne        | Poules            | NC                | 1/2               | Poules            | Poules            | Poules            | Poules            | 1/4               | 1/4               | 1/4               | 9                    |
| Alliance Alsace      | NC                | NC                | NC                | NC                | NC                | NC                | NC                | Poules            | Poules            | Poules            | 3                    |
| Angers               | Poules            | NC                | NC                | NC                | NC                | NC                | NC                | NC                | Médaille d'or     | Poules            | 3                    |
| Antibes              | Médaille d'or     | NC                | NC                | NC                | NC                | Médaille d'argent | Poules            | Poules            | Poules            | 1/4               | 6                    |
| Blois                | NC                | NC                | Poules            | 1/4               | Poules            | Poules            | 1/4               | 1/2               | NC                | NC                | 6                    |
| Boulazac             | Poules            | Médaille d'argent | Poules            | NC                | NC                | NC                | NC                | Poules            | Médaille d'argent | Poules            | 6                    |
| Boulogne-sur-Mer     | NC                | Poules            | Médaille d'argent | NC                | NC                | NC                | NC                | NC                | NC                | NC                | 2                    |
| Bourg-en-Bresse      | NC                | Médaille d'or     | 1/2               | NC                | NC                | NC                | NC                | NC                | NC                | NC                | 2                    |
| Caen                 | NC                | NC                | NC                | Poules            | Poules            | NC                | NC                | NC                | NC                | NC                | 2                    |
| Chalon-sur-Saône     | NC                | NC                | NC                | NC                | NC                | NC                | NC                | 1/4               | 1/4               | NC                | 2                    |
| Châlons Reims        | NC                | NC                | NC                | NC                | NC                | NC                | NC                | NC                | 1/4               | Médaille d'argent | 2                    |
| Charleville-Mézières | Poules            | Poules            | Poules            | Poules            | NC                | NC                | NC                | NC                | NC                | NC                | 4                    |
| Chartres             | NC                | NC                | NC                | NC                | Poules            | NC                | NC                | NC                | NC                | NC                | 1                    |
| Denain               | 1/2               | 1/4               | 1/4               | Médaille d'or     | Poules            | 1/4               | 1/4               | Poules            | Poules            | Poules            | 10                   |
| Évreux               | Poules            | 1/2               | 1/4               | 1/4               | 1/4               | Poules            | Poules            | Médaille d'or     | Poules            | Poules            | 10                   |
| Fos-sur-Mer          | 1/2               | Poules            | Poules            | 1/4               | NC                | Poules            | Médaille d'or     | NC                | NC                | Poules            | 7                    |
| Gries Oberhoffen     | NC                | NC                | NC                | NC                | Poules            | Poules            | Poules            | NC                | NC                | NC                | 3                    |
| Hyères-Toulon        | Poules            | Poules            | NC                | NC                | NC                | NC                | NC                | NC                | NC                | NC                | 2                    |
| Le Havre             | NC                | NC                | Poules            | 1/2               | NC                | NC                | NC                | NC                | NC                | NC                | 2                    |
| Le Portel            | 1/4               | 1/4               | NC                | NC                | NC                | NC                | NC                | NC                | NC                | NC                | 2                    |
| Lille                | Poules            | 1/2               | Poules            | Poules            | 1/4               | 1/4               | Poules            | Poules            | 1/2               | 1/2               | 10                   |
| Monaco               | Poules            | NC                | NC                | NC                | NC                | NC                | NC                | NC                | NC                | NC                | 1                    |
| Nancy                | NC                | NC                | NC                | 1/4               | 1/2               | 1/2               | 1/2               | Médaille d'argent | NC                | NC                | 5                    |
| Nantes               | 1/4               | Poules            | 1/4               | 1/2               | Poules            | Médaille d'or     | 1/4               | Poules            | 1/4               | 1/4               | 10                   |
| Orchies              | Poules            | Poules            | NC                | NC                | NC                | NC                | NC                | NC                | NC                | NC                | 2                    |
| Orléans              | NC                | NC                | NC                | Médaille d'argent | 1/2               | NC                | NC                | NC                | Poules            | Poules            | 3                    |
| Paris                | NC                | NC                | NC                | NC                | 1/4               | 1/4               | 1/2               | NC                | NC                | NC                | 3                    |
| Poitiers             | 1/4               | Poules            | 1/4               | Poules            | 1/4               | Poules            | Poules            | NC                | NC                | 1/2               | 8                    |
| Quimper              | NC                | NC                | NC                | Poules            | Poules            | Poules            | Médaille d'argent | 1/2               | Poules            | NC                | 6                    |
| Roanne               | 1/4               | Poules            | Médaille d'or     | Poules            | Médaille d'or     | NC                | NC                | NC                | NC                | NC                | 5                    |
| Rouen                | NC                | NC                | Poules            | Poules            | Médaille d'argent | 1/4               | Poules            | Poules            | NC                | Poules            | 7                    |
| Saint-Chamond        | NC                | Poules            | Poules            | Poules            | Poules            | Poules            | Poules            | Poules            | Poules            | Poules            | 9                    |
| Saint-Quentin        | Poules            | 1/4               | Poules            | NC                | NC                | Poules            | Poules            | 1/4               | Poules            | NC                | 7                    |
| Saint-Vallier        | NC                | NC                | NC                | NC                | NC                | NC                | NC                | NC                | 1/2               | NC                | 1                    |
| Souffelweyersheim    | Médaille d'argent | Poules            | NC                | NC                | NC                | Poules            | 1/4               | NC                | NC                | NC                | 4                    |
| Vichy-Clermont       | NC                | 1/4               | Poules            | Poules            | Poules            | 1/2               | Poules            | 1/4               | Poules            | Médaille d'or     | 9                    |

## MVP de la finale
| Année | Joueurs            | Club                  |
| 2015  | Tim Blue           | Antibes Sharks        |
| 2016  | Christophe Léonard | JL Bourg-en-Bresse    |
| 2017  | Joe Burton         | Chorale de Roanne     |
| 2018  | Lance Goulbourne   | AS Denain Voltaire    |
| 2019  | David Jackson      | Chorale de Roanne     |
| 2020  | Ludovic Négrobar   | Hermine de Nantes     |
| 2021  | Jamar Diggs        | Fos Provence Basket   |
| 2022  | Fabien Paschal     | ALM Évreux Basket     |
| 2023  | Yohan Choupas      | Etoile Angers Basket  |
| 2024  | Sébastien Cape     | JA Vichy              |
| 2025  | Tomislav Gabrić    | Orléans Loiret Basket |

## Anecdotes
- 4 clubs ont pris part à l'ensemble des éditions de la Leaders Cup de Pro B : Denain, Évreux, Nantes et Lille.
- Lille est le seul club à avoir participé à l'ensemble des éditions sans l'avoir remporté.